# Regne Zulu
El Regne Zulu, de vegades esmentat com Imperi Zulu (o Zululand o Zululàndia), fou una monarquia establerta entre els anys 1816-97 a l'Àfrica del sud que es va estendre al llarg de la costa de l'Oceà Índic del riu Tugela al sud al riu Pongola al nord.
El petit regne va créixer per dominar molt del que és avui KwaZulu-Natal a Sud-àfrica, però quan va entrar en conflicte amb l'Imperi britànic en els anys de 1870 durant la Guerra anglozulu, va ser derrotat malgrat una inicial victòria zulu en la guerra. L'àrea fou subsegüentment absorbida a la Colònia de Natal i més tard esdevenia part de la Unió de Sud-àfrica.

## Història

### La pujada del regne Zulu sota Shaka

Aquest mapa il·lustra l'augment del Regne Zulu sota Shaka (1816-1828) a Sud-àfrica. L'augment del domini Zulu sota Shaka va forçar altre capitostos i clans a fugir a través d'una àrea ampla d'Àfrica del sud. Els clans que fugen els Zulu és la zona de guerra (War Zone) i va incloure els soshangane, zwangendaba, ndebele, hlubi, ngwane, i mfengu. Un número de clans va quedar entre els zulu i els voortrekkers - Imperi Britànic com el xhosa.

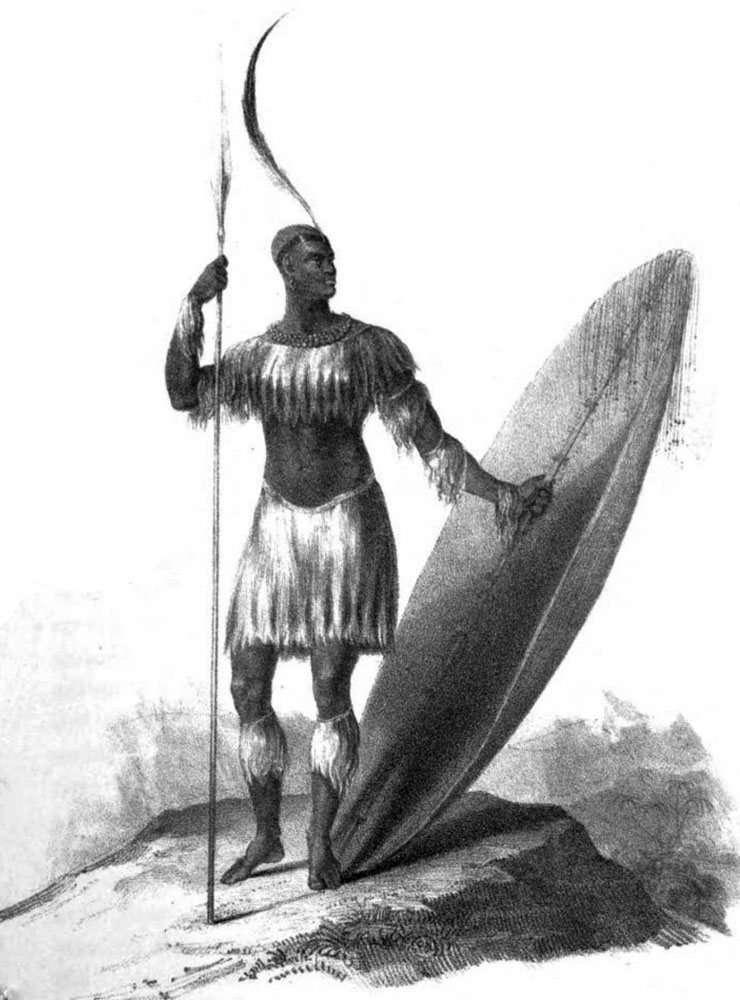
Dibuix del rei Shaka (vers 1824)

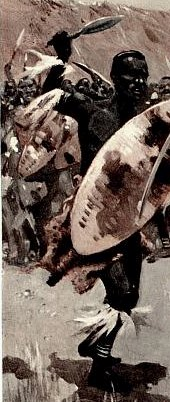
Innovacions militars com lassegai, el sistema regimental per grau i edat i l'encerclament com a tàctica va ajudar a fer dels zulus una de les nacions més potents a sud-Àfrica.

Shaka Zulu Era el fill il·legítim de Senzangakona, rei dels zulus. Va néixer vers 1787. Ell i la seva mare, Nandi, van ser exiliats per Senzangakona, i van trobar refugi amb els Mthethwa. Shaka lluità com a guerrer sota Dingiswayo, dirigent de l'estat dels Mthethwa. Quan Senzangakona va morir, Dingiswayo va ajudar Shaka a reclamar el seu lloc com a cap del regne Zulu. Després que Dingiswayo va morir a mans de Zwide, rei dels Ndwandwe, al voltant de 1818, Shaka va assolir el lideratge de tota l'aliança Mthethwa.
Shaka va iniciar moltes reformes militars, socials, culturals i polítiques, formant un ben organitzat i centralitzat estat Zulu. Les reformes més importants van implicar la transformació de l'exèrcit, gràcies a armes i tàctiques innovadores que ell mateix va concebre; i un enfrontament amb el lideratge espiritual, els bruixots, garantint de manera efectiva la submissió de l'"església zulu" a l'estat.
Una altra reforma important va integrar clans vençuts als zulus, en una base d'igualtat plena, amb promocions en l'exèrcit i el servei civil que esdevingué un assumpte de mèrit més que a causa de circumstàncies de naixement.
L'aliança sota el seu lideratge va sobreviure al primer atac del rei Zwide dels ndwandwe a la batalla de Gqokli Hill (1818). Al cap de dos anys, Shaka va derrotar a Zwide a la batalla del riu Mhlatuze (1820) i va trencar l'aliança Ndwandwe, alguns de qui la integraven van començar llavors una sagnant campanya contra altres tribus nguni i clans, posant en moviment el que va ser conegut com a Defecane o Mfecane, una emigració en massa de les tribus que fugien de les restes dels ndwandwe que al seu torn fugien dels zulus. Per 1825, Shaka ja havia conquerit un imperi enorme que cobria una àrea al voltant d'11.500 milles quadrades (30.000 km²).
Una branca dels zulus, els amaNdebele, més coneguts a la història com els matabeles van crear un imperi fins i tot més gran sota el seu rei Mzilikazi, incloent-hi gran part del highveld i el Zimbabwe modern.

### Regnat de Dingane
Shaka va ser succeït per Dingane, el seu germanastre, qui va conspirar amb Mhlangano, un altre germanastre, i Mbopa, un InDuna, per assassinar-lo el 1828. Després del seu assassinat Dingane va assassinar Mhlangano, i va pujar al tron. Un dels seus primers actes reials fou executar tota la seva parentela reial. En els anys que van seguir, també va executar molts antics seguidors de Shaka per tal d'assegurar la seva posició. Una excepció a aquestes purgues fou Mpande, un altre germanastre, que va ser considerat massa dèbil per ser una amenaça en aquell moment.

#### Enfrontaments amb Voortrekkers
Abans d'enfrontar els britànics, els zulus primer van enfrontar als bòers, que en un intent de formar el seu propi estat com a protecció contra els britànics, havien començat a moure's a través del riu Orange cap al nord. Mentre viatjaven primer van col·lidir amb el regne Ndebele, i després amb el rei Dingane dels zulus.
L'octubre de 1837, el dirigent del Voortrekker Piet Retief va visitar Dingane al seu kraal reial per negociar la possessió d'una terra pels voortrekkers. El novembre, aproximadament 1.000 carros Voortrekker van començar a descendir les muntanyes de Drakensberg de l'Estat Lliure d'Orange cap al que és avui dia el KwaZulu-Natal.
Dingane va demanar a Retief que la seva gent recuperés algun bestiar que li havia estat robat per un cap local, com a part del tractat de concessió de terra als bòers. Així ho van fer Retief i els seus homes, retornant el 3 de febrer de 1838. L'endemà, el tractat va ser signat, i per aquest document Dingane cedia als Voortrekkers tota la terra al sud del riu Tugela fins al riu Mzimvubu. Les celebracions van seguir. El 6 de febrer, al final de les celebracions, Retief i els seus van ser convidats a un ball, i se li va demanar de deixar les seves armes darrere. Al cim del ball, Dingane va saltar als seus peus i va cridar "Bambani abathakathi!" (isiZulu que vol dir "Agafeu els bruixots"). Retief i els seus homes foren dominats i portats al turó proper de kwaMatiwane, on van ser executats. Alguns creuen que van ser morts per haver retingut una part del bestiar que van recuperar, però probablement es tractava d'una trampa per dominar als Voortrekkers. L'exèrcit de Dingane llavors va atacar i massacrar un grup de 250 homes, dones i nens voortrekkers, que estaven acampats a un lloc proper. El lloc d'aquesta massacre avui és anomenat Weenen (Afrikaans per "per plorar").
Els restants voortrekkers van elegir un dirigent nou, Andries Pretorius, i aquest va organitzar un atac. Les forces zulus de Dingane van patir una notable derrota a la batalla de Blood River el 16 de desembre de 1838, quan 15000 impis zulus (guerrers dels regiments zulus) va atacar un grup de 470 colons voortrekkers dirigit per Pretorius.

### Regnat de Mpande

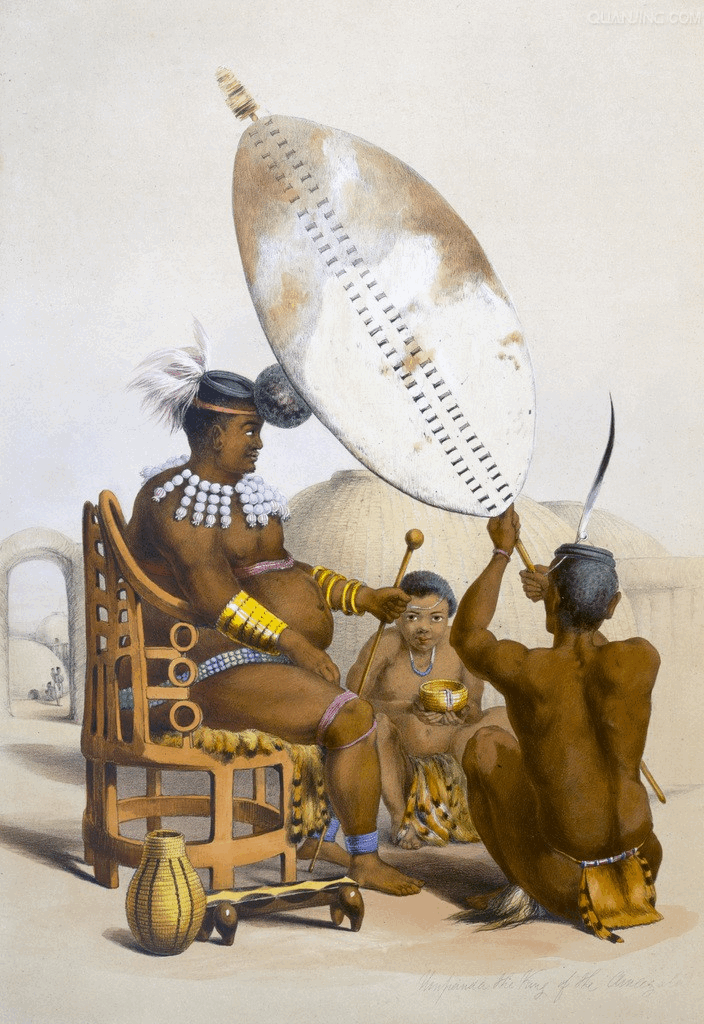
el rei Mpande (artista: George French Angas)

Després de la seva derrota, Dingane va cremar la seva casa reial i va fugir al nord. Mpande, el seu germanastre, que havia evitat ser massacrat en les purgues, va desertar amb 17.000 seguidors, i, juntament amb Pretorius i els voortrekkers, va anar a la guerra amb Dingane. Aquest darrer fou assassinat prop de la frontera de la Swazilàndia moderna. Mpande Llavors va pujar al tron per governar la nació Zulu.
Seguint la campanya contra Dingane, el 1839 els Voortrekkers, sota Pretorius, van formar la república bòer de Natalia (Natal), al sud del Tugela, i de l'oest de l'establiment britànic de Port Natal (ara Durban). Mpande i Pretorius van mantenir relacions pacífiques. Tanmateix, el 1842, la guerra va esclatar entre els britànics i els bòers, resultant en l'annexió britànica de Natàlia. Mpande va canviar la seva aliança cap als britànics, i va quedar en bones relacions amb ells.
El 1843, Mpande va ordenar una purga de suposats dissidents dins del seu regne. Això va tenir com a resultat nombroses morts i la fugida de milers de refugiats a àrees veïnes (incloent-hi l'ara britànic Colònia de Natal). Molts d'aquests refugiats van fugir amb bestiar. Mpande va començar assaltar les àrees circumdants, culminant en la invasió de Swazilàndia el 1852. Tanmateix, els britànics el van pressionar per retirar-se, cosa que va fer aviat.

### Regnat de Cetshwayo

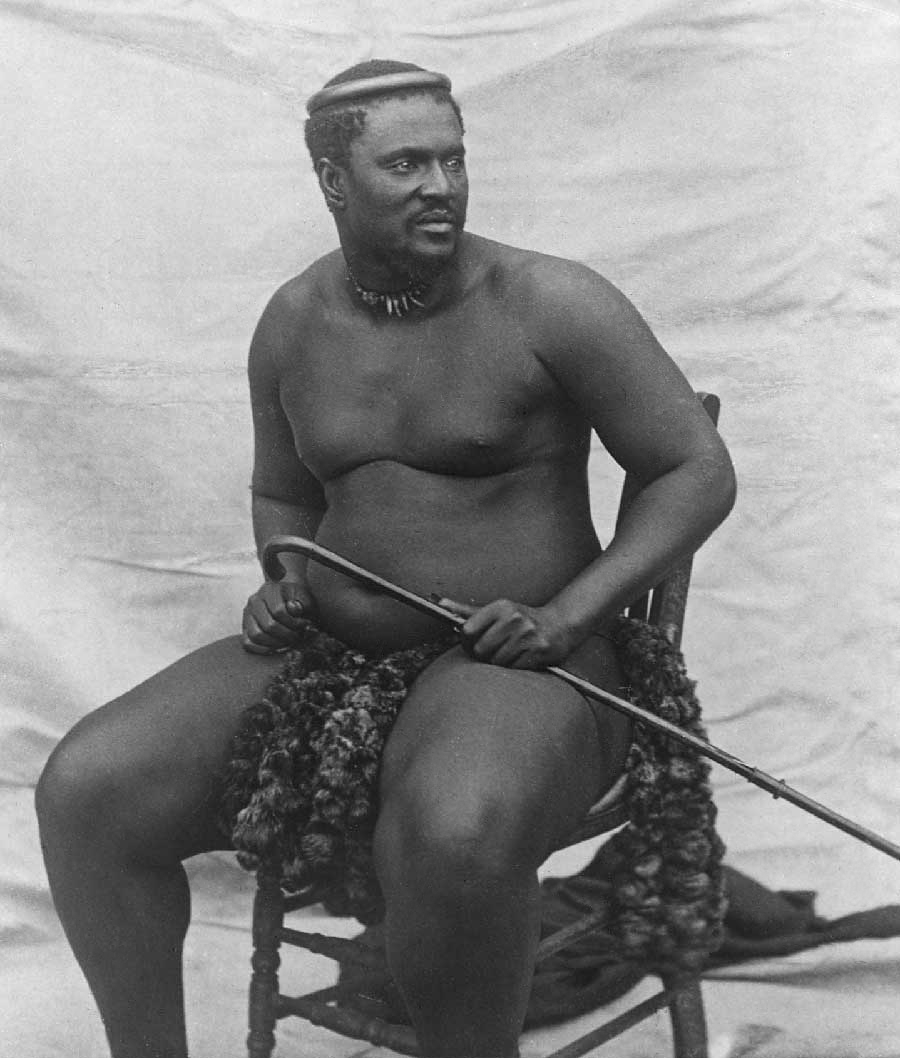
Rei Cetshwayo (fotografia de vers 1875)

En aquest temps, una disputa per la successió va esclatar entre dos fills de Mpande, Cetshwayo (Cetsiwayo) i Mbuyazi. Això va culminar el 1856 en la batalla de Ndondakusuka, en la qual va morir Mbuyazi. Cetshwayo llavors va usurpar l'autoritat del seu pare que no obstant va conservar el rang de rei. Quan Mpande va morir força vell el 1872, Cetshwayo va agafar llavors tot el poder.

#### Guerra Anglo-Zulu

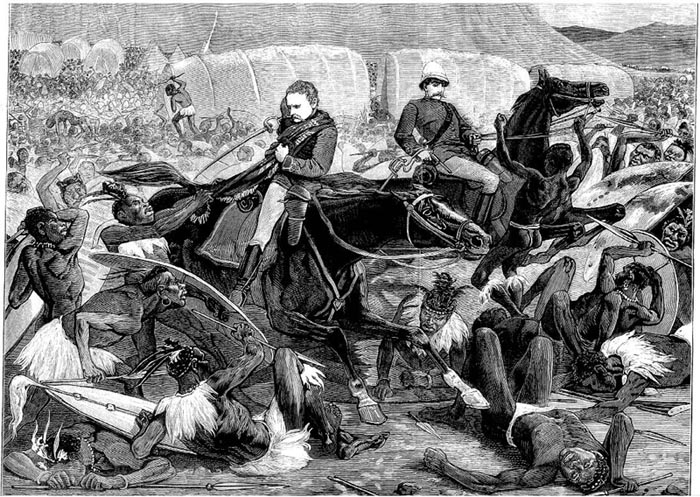
Batalla d'Isandhlwana, 1879

L'11 de desembre de 1878, agents britànics van entregar un ultimàtum a 14 caps que representaven a Cetshwayo. Els termes de l'ultimàtum eren inacceptables pel rei. Les forces britàniques van travessar el riu Tugela a finals de desembre de 1878. Inicialment, els britànics van patir una pesada derrota a la Batalla d'Isandlwana el 22 de gener de 1879 on l'exèrcit zulu va matar a més de 1.000 soldats britànics en un sol dia. El desplegament zulu a Isandhlwana va mostrar el ben organitzat sistema tàctic que havia fet del regne Zulu un regne exitós durant moltes dècades, però la seva tàctica d'onades humanes i la pobra qualitat pobra de les seves tropes sovint costaven moltes baixes a mans dels que tenien armes de foc, la ben entrenada infanteria britànica. No obstant això, la derrota va constituir la pitjor desfeta de l'exèrcit britànic que mai l'havia patit a mans d'una força nativa africana. La derrota va incitar una redirecció de l'esforç de guerra, i els britànics, encara que inferiors en nombre, van començar a obtenir victòries, culminant en el setge d'Ulundi, la capital Zulu, i la derrota subsegüent del Regne Zulu.

#### Divisió i mort de Cetshwayo
Cetshwayo va ser capturat un mes després de la seva derrota, i llavors exiliat a Ciutat del Cap. Els britànics van passar el govern del regne a 13 kinglets (reietons), cadascun amb el seu propi subregne. El conflicte aviat va esclatar entre aquests subregnes. El 1882, es va permetre a Cetshwayo visitar Anglaterra. Va tenir audiències amb la  reina Victòria, i altres famosos personatges, abans de poder retornar a Zululàndia, per ser restablert com a rei sota protectorat britànic.
El 1883, Cetshwayo va ser posat al tron d'un territori tampó de reserva molt reduït en relació al seu regne original. Més tard d'aquell mateix any, tanmateix, Cetshwayo va ser atacat a Ulundi per Zibhebhu, un del 13 kinglets. Cetshwayo fou ferit i va fugir; va morir el febrer de 1884, possiblement enverinat. El seu fill, Dinuzulu, llavors de 15 anys, va heretar el tron.

### Regnat de Dinuzulu i exili

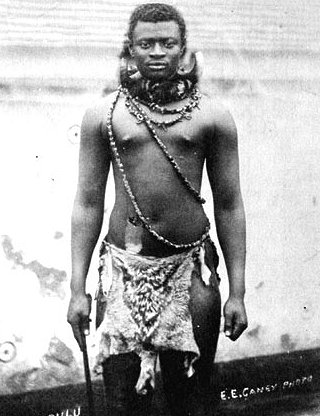
Rei Dinuzulu kaCetshwayo (Fotografia de vers 1883)

Dinuzulu va fer pel seu compte un pacte amb els bòers, prometent-los terra a canvi del seu ajut. Els bòers estaven dirigits per Louis Botha. Dinuzulu i els bòers van derrotar a Zibhebhu el 1884. Van rebre en concessió la meitat més o menys de Zululàndia individualment com a grangers, i es va formar la República independent de Vryheid. Això va alarmar els britànics que volien evitar que els bòers accedissin a un port. Un arbitratge va imposar el retorn de territoris a Zululàndia, però els bòers en van conservar una part on van establir un govern republicà (República de Zululand) oposat al rei zulu. Els britànics llavors annexionaren aquesta fantasmal república el 1887. Dinuzulu va estar posteriorment implicat en conflictes amb rivals. Finalment el 1897 els britànics van annexionar el regne a la colònia de Natal. El 1906 Dinuzulu va ser acusat d'estar darrere de la rebel·lió Bambatha. Va ser arrestat i portat a judici pels britànics per "alta traïció i violència pública". El 1909, va ser sentenciat a deu anys d'empresonament a l'illa de St Helena. Quan es va formar la Unió de Sud-àfrica i Louis Botha va esdevenir el seu primer ministre, va arranjar pel seu antic aliat Dinuzulu el retorn a Sud-àfrica on va viure en una mena de desterrament suau en una granja en el Transvaal, on va morir el 1913.
El fill de Dinuzulu, Solomon kaDinuzulu, mai va ser reconegut per les autoritats sud-africanes com el rei dels zulus, només com a cap local, però cada cop fou considerat rei per més caps, per intel·lectuals i polítics com John Langalibalele Dube i per persones normals zulus. El 1923, Solomon va fundar l'organització Inkatha YaKwaZulu per promoure les seves reclamacions reials, que aviat va esdevenir moribunda fins que va ser reviscuda en els anys 1970 per Mangosuthu Buthelezi, cap-ministre del bantustan de KwaZulu. El desembre de 1951, el fill de Solomon, Cyprian Bhekuzulu kaSolomon fou oficialment reconegut com a Cap Tradicional dels Zulus, però el poder real sobre els zulus estava en mans d'oficials del govern sud-africà que treballaven a través de caps locals que podrien ser cessats en el càrrec si refusaven cooperar.

## Modern Zululand
L'àrea és actualment part de la República de Sud-àfrica mentre KwaZulu-Natal, és una de les nou províncies del país, i una porció gran del territori està formada per reserves de flora i fauna i una important contribució i font d'ingressos és derivada del turisme - l'àrea és coneguda per la seva bonica sabana coberta de turons i espectaculars vistes. És el lloc del WWF Black Rhinoceros un projecte de reintroducció del rinoceront negre projecte conegut com a "Rang d'Expansió del Rinoceront Negre" (The Black Rhino Range Expansion Project) dins de la Zululand Rhino Reserve (ZRR). La ZRR és una reserva de 20,000 hectàrees amb 15 granges de propietat particular que han eliminat les seves tanques per tal de contribuir a la conservació.

## Capitals
La primera capital dels zulus fou Eshoweto (kwaBulawayo) des de vers el 1820 fins a 1829, passant llavors a uMgungundlovu (1829-1840). La darrera capital fou uluNdi. Els reis no obstant van residir temporalment en altres llocs.

## Llista de governants

### clan Zulu
- Mnguni
- Malandela kaLuzumana
- Ntombhela ka Malandela
- Zulu kaMalandela, fundador del clan, vers 169?-?
- Gumede kaZulu ?-17?
- Phunga kaGumede ?-1727
- Mageba kaGumede vers 1727 - 1745
- Ndaba kaMageba, vers 1745 - 1763
- Jama kaNdaba vers 1763 - 1781
- Senzangakhona kaJama vers 1781 - 1816
- Sigujana kaSenzangakhona, vers 1816

### Nkosis de Mthethwa
- Xaba .... - 1753
- Madago ka Xaba 1753 - 1771
- Khali ka Madago 1771 - 1789
- Jobe ka Khali 1789 - 1807
- Mawewe ka Jobe 1807
- Nggodongwana Dingiswayo ka Jobe 1807 - 1818
- Somveli ka Dingiswayo 1818 - 1824
- Al regne Zulu, 1824

### Nkosis de Ndwandwe
- Langa ka Xaba .... - 1805
- Zwide ka Langa 1805 - 1824
- Sikhunyane ka Langa 1824 - 1826
- Al regne Zulu, 1826

### Inggonyames de kwaZulu
- Sighujana ka Senzangakhona 1816
- Shaka ka Senzangakhona 1816 - 1828
- Dingane ka Senzangakhona 1828 - 1840
- Mpande ka Senzangakhona 1840 - 1872
- Cetshwayo ka Mpande (primera vegada) 1872 - 1879 (a l'exili 1879 - 1883)
- Tretze kinglets (reietons) 1879-1883 
  - - John Robert Dunn (b. 1833 - d. 1895)
  - - Hlubi (b. c.1835 - d. 1902)
  - - Faku
  - - Gawozi
  - - Mfanawendlela
  - - Mgitshwa
  - - Mlandela (expulsat per un temps per Usitimela 1882-1883)
  - - Mqonjama
  - - Ntshingiswao
  - - Sekethwayo
  - - Somkhele
  - - Uhamu ka Mpande
  - - Zibhebhu ka Maphitha
- Cetshwayo ka Mpande (segona vegada) 1883 - 1884
- Zibhebhu ka Maphitha (en lluita)
- Dinuzulu ka Cetshwayo 1884 - 1913 (a l'exili 1890-1897, des de 1890 no reconegut)
- Salamoni Nkashiyana Maphumuzana ka Dinuzulu 1913 - 1933 (reconegut des de 1919)
- Arthur Edward Mshiyeni Zulu ka Dinuzulu 1933 - 1948 (no reconegut)
- Cyprian Bhekezulu Nyangayezizwe ka Nkashiyana 1948 - 1968 (reconegut des de 1951)
- Israel Mcwayizeni Zulu ka Nkashiyana 1968-1971
- Goodwill Zwelithini ka Bhekezulu 1971 -

#### Cap primer
- Ngomane Mthethwa (amb Shaka)
- Ndlela ka Sompisi Ntuli (amb Dingane)
- Masiphula ka Mamba Ntshangase (amb Mapande)
- Mnyamana Buthelezi (amb Cetshwayo)
- Mankulumana ka Somaphunga Nxumalo (amb Dinuzulu)

#### Primers ministres
- Mathole kaMkhandumba Buthelezi 1925 - 1942
- Mangosuthu Buthelezi 1953? -

### Nkosis de Qwabe
- Khondlo ka Mncinci ?- vers 1807
- Phakathwayo ka Khondlo vers 1807 - 1818
- Nqethoka ka Khondlo 1818-1829
- Al regne Zulu 1829

### Nkosis de Ngwane
- Masumpa ... - vers 1807
- Matiwane ka Masumpa vers 1807 - 1829
- Masheba vers 1829 - 18..
- Phuthini vers 1849

### Residents britànics a Zululand
- William Douglas Wheelwright 1879 - 1880
- Sir Melmoth Osborn 1880 - 1882

### Residents Commissionats britànics a Zululand
- John Wesley Shepstone 1882 - 1883
- Sir Melmoth Osborn 1883 - 1893
- Sir Marshall James Clarke 1893 - 1897